# 喬爾莫茲
58°47′N 56°09′E / 58.783°N 56.150°E
喬爾莫茲（羅馬化：Chyormoz）是俄羅斯彼爾姆邊疆區中部的一個城市、伊利因斯基區區轄市，位於卡馬河（卡馬水庫）畔，北距彼爾姆102公里。2023年人口2,919人。
1701年建立，1943年建市。
1. ↑  .   [2024-10-02]. （原始内容存档于2024-04-09）.